# Сангаку

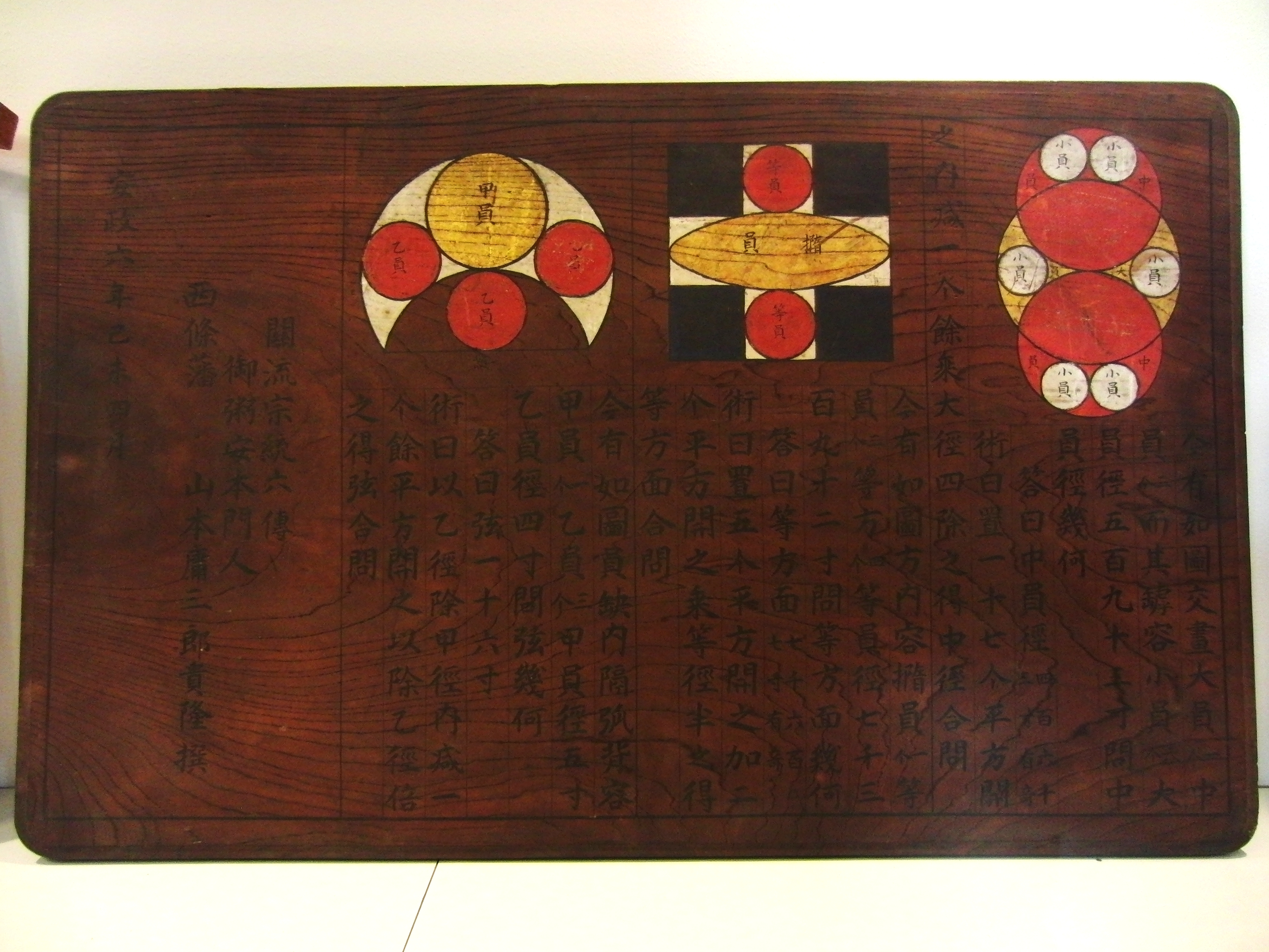
Сангаку, 1859 рік

Сангаку (яп. 算額) — таблички (часто дерев'яні) з креслюнками до геометричних теорем та інших видів математичних розрахунків, що використовувалися в японській математиці. Часто автори табличок виставляли їх у храмах — як підношення богам і як виклик іншим прихожанам. Тексти на сангаку часто писали камбуном.

## Історія
Сангаку поширилися в Японії під час ізоляції країни в період Едо, приблизно від XVII століття до 1857 року, тобто протягом приблизно 250 років.

## Примітка
1. ↑  Rothman helps reveal intricacies of ancient math phenomenon